# Grieks-Romeins Museum

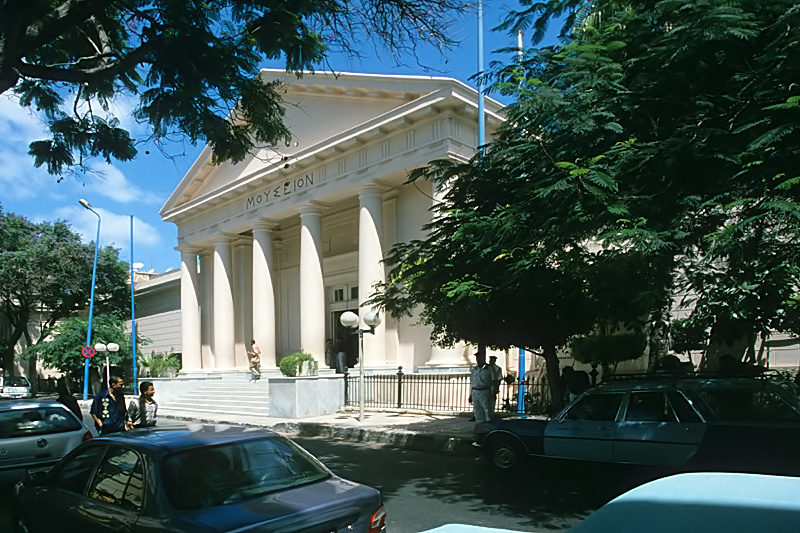
Grieks-Romeins Museum

Het Grieks-Romeins Museum is een archeologisch museum in het Egyptische Alexandrië. Het museum omvat een collectie van 40 000 voorwerpen, waaronder beeldhouwwerk, mozaïeken, munten.  Het telt 27 zalen en heeft een neoclassicistische gevel met het Griekse opschrift ‘MOYΣEION’ ("MOUSEION"). Het werd opgericht in 1892. In 2023 werd het Grieks-Romeins Museum heropend na 18 jaar renovatie.